# Konstantin Barulin
Konstantin Alexandrovič Barulin (* 4. září 1984, Karaganda, Sovětský svaz) je ruský hokejový brankář

## Kariéra
Konstantin Barulin se narodil v Sovětském svazu a ačkoliv se narodil v nynějším Kazachstánu, tak reprezentuje Rusko. V roce 2003 byl vybrán v draftu NHL na 84. místě týmem St. Louis Blues, ale nikdy s nimi nepodepsal smlouvu. Barulin začínal svojí profesionální kariéru v klubu HK Gazovik Ťumeň se kterým hrál v druhé nejvyšší ruské Vyšší lize. V sezóně 2003–04 hrál po krátkou dobu za SKA Petrohrad a poté se vrátil zpět do Gazoviku. Od roku 2005 postoupil o úroveň výš a pokračoval v ruské Superlize postupně za týmy HC Spartak Moskva, Atlant Mytišči. V premiérové sezóně nadnárodní ligy KHL (2008–09), která svým vznikem nahradila Superligu, chytal Barulin za HC CSKA Moskva. Barulin byl nominován do ruské reprezentace na Mistrovství světa 2007, ale neodchytal tam jediný zápas. 29. července 2010 podepsal jako volný hráč smlouvu s Atlantem Mytišči, ve kterém chytal už v letech 2006–2008. Barulin byl členem reprezentace Ruska na Mistrovství světa 2011 na Slovensku.

## Úspěchy

### Individuální úspěchy
- Matč zvězd KHL – 2009, 2011
- Nejnižší průměr obdržených branek v KHL – 2010–11
- Mistr playoff (KHL) – 2010–11

### Týmové úspěchy
- Stříbro na MS do 18 let – 2002
- Zlato na MSJ – 2003

## Statistiky

### Statistiky v základní části
| 2008–09     | HC CSKA Moskva | KHL         | 41  | 2.33 | 90,8 | 21  | 11 | 95  | 938  | 2  | 2443   |
| 2009–10     | HC CSKA Moskva | KHL         | 45  | 2.11 | 91,9 | 19  | 13 | 80  | 904  | 3  | 2277   |
| 2010–11     | Atlant Mytišči | KHL         | 28  | 1.92 | 92,5 | 13  | 9  | 48  | 595  | 6  | 1504   |
| 2011–12     | Atlant Mytišči | KHL         | 45  | 2.26 | 92,9 | 18  | 16 | 100 | 1311 | 5  | 2652   |
| 2012–13     | Ak Bars Kazaň  | KHL         | 43  | 1.95 | 94,0 | 23  | 11 | 83  | 1308 | 4  | 2551   |
| 2013–14     | Ak Bars Kazaň  | KHL         | 34  | 2.06 | 93,2 | 17  | 10 | 71  | 971  | 5  | 2065   |
| 2014–15     | Avangard Omsk  | KHL         | 44  | 2.07 | 92,3 | 23  | 14 | 83  | 999  | 5  | 2402   |
| 2015–16     | HK Soči        | KHL         | 53  | 2.22 | 92,6 | 24  | 15 | 103 | 1293 | 4  | 2787   |
| 2016–17     |                |             | –   | –    | –    | –   | –  | –   | –    | –  | –      |
| KHL celkově | KHL celkově    | KHL celkově | 333 | 2.13 | 92,6 | 158 | 99 | 663 | 8319 | 34 | 18 681 |

### Statistiky v play off
| 2008–09     | HC CSKA Moskva | KHL         | 2  | 5.40 | 85,0 | 0  | 2  | 9   | 51   | 0 | 100  |
| 2009–10     | HC CSKA Moskva | KHL         | 3  | 4.44 | 85,5 | 0  | 3  | 10  | 59   | 0 | 135  |
| 2010–11     | Atlant Mytišči | KHL         | 22 | 2.05 | 92,8 | 11 | 10 | 44  | 568  | 2 | 1286 |
| 2011–12     | Atlant Mytišči | KHL         | 12 | 2.33 | 93,3 | 6  | 6  | 27  | 373  | 1 | 694  |
| 2012–13     | Ak Bars Kazaň  | KHL         | 18 | 1.75 | 94,1 | 11 | 7  | 36  | 575  | 2 | 1234 |
| 2013–14     | Ak Bars Kazaň  | KHL         | 2  | 4.85 | 82,9 | 0  | 2  | 7   | 34   | 0 | 87   |
| 2014–15     | Avangard Omsk  | KHL         | 7  | 2.41 | 90,5 | 2  | 4  | 14  | 133  | 0 | 349  |
| 2015–16     | HK Soči        | KHL         | 4  | 2.43 | 89,9 | 0  | 4  | 11  | 98   | 0 | 272  |
| KHL celkově | KHL celkově    | KHL celkově | 70 | 2.28 | 92,3 | 30 | 38 | 158 | 1891 | 5 | 4157 |